# Liste des lieux submergés de France
Cette liste recense les lieux submergés de France, généralement par des lacs de barrage.

## Village par région
Villages engloutis sous les eaux d'un lac de barrage, éventuellement visibles suivant son niveau.

### Auvergne-Rhône-Alpes
- Chambod, Ain (lac d'Allement)
- Roselend, Savoie (lac de Roselend)
- Vieux village de Tignes, Savoie (lac du Chevril)
- Chambon, Isère (lac du Chambon)
- Le Dauphin, Isère (lac du Chambon)
- Pariset, Isère (lac du Chambon)
- Savel (Isère), (lac de Monteynard)
- Saint-Brême (Isère), (lac du Sautet)
- Tréboul (Cantal), (lac du barrage de Sarrans)

### Bourgogne-Franche-Comté
- Les villages du Bourget (commune d'Orgelet) et de Brillat (commune de Maisod), Jura (lac de Vouglans)

### Grand Est
- Chantecoq, Champaubert-aux-Bois et Nuisement-aux-Bois, Marne (lac du Der-Chantecoq)
- Le hameau de Xapénamoulin, commune de Pierre-Percée, Meurthe-et-Moselle (lac de Pierre-Percée)

### Nouvelle-Aquitaine
- Port-Dieu, Mialet et Singles, Corrèze (lac de Bort-les-Orgues)
- Nauzenac (commune de Soursac), Corrèze[1]
- Vassivière (commune de Beaumont-du-Lac), Corrèze, Creuse et  Haute-Vienne (lac de Vassivière)

### Occitanie
- Vieux village de Naussac, Lozère (lac de Naussac).
- Hameau de Bayard, Lozère (Lac de Villefort)
- Une partie du village de Celles, Hérault (lac du Salagou).

### Provence-Alpes-Côte d'Azur
- Rousset, Savines et Ubaye, Hautes-Alpes et Alpes-de-Haute-Provence (lac de Serre-Ponçon)
- Ancien village des Salles-sur-Verdon, Var (lac de Sainte-Croix)

## Édifice par région
Monuments partiellement ou complètement sous les eaux d'un lac de barrage, éventuellement visibles suivant son niveau.

### Auvergne-Rhône-Alpes
- Pont de Tréboul, monument historique inscrit, Cantal (lac du barrage de Sarrans)

### Bourgogne-Franche-Comté
- Chartreuse de Vaucluse, Jura (lac de Vouglans)

### Nouvelle-Aquitaine
- Tronçon Eygurande - Bort-les-Orgues de la ligne de chemin de fer de Bourges à Miécaze, Corrèze (lac de Bort-les-Orgues)

### Occitanie
- La nécropole du Camp del Ginèbre, d'époque néolithique, sous le lac du barrage de Caramany.

## Édifices déplacés par région
Monuments partiellement ou complètement déplacés pour éviter leur submersion.

### Bourgogne-Franche-Comté
- Portail d'entrée de la chartreuse de Vaucluse, Jura (lac de Vouglans)